# Campanula daghestanica
Campanula daghestanica är en klockväxtart som beskrevs av Aleksandr Vasiljevitj Fomin. Campanula daghestanica ingår i släktet blåklockor, och familjen klockväxter. Inga underarter finns listade i Catalogue of Life.